# Encyocrates
Encyocrates es un género de arañas que pertenece a la familia Theraphosidae (tarántulas).

## Distribución
Las especies de este género se encuentran en Madagascar.

## Especies
- Encyocrates raffrayi Simon, 1892